# Реми Силадо
Япи Панда Абдиэль Тамбайонг (индон. Yapi Panda Abdiel Tambayong, 12 июля 1945, Макасар, Голландская Ост-Индия — 12 декабря 2022, Джакарта), также известен по псевдониму «Реми Силадо» (индон. Remy Sylado), — индонезийский писатель, актёр и музыкант. За его широкие интересы газета Jakarta Post в статье 1999 года назвала его «ходячей энциклопедией искусства и гуманитарных наук».

## Имена
Силадо, урождённый Япи Панда Абдиэль Тамбайонг, был известен под разными псевдонимами. Его самый распространённый псевдоним, Реми Силадо, был взят из вступительных нот песни Битлз «And I Love Her», которые в сольфеджио переводятся как «Re Mi Si La Do» или в цифрах 23761; это число, по словам Силадо, также обозначало дату его первого поцелуя: 23 июля 1961 года. Силадо также опубликовал работы под псевдонимами Дова Зила, Алиф Даня Мунси и Джулиана К. Панда.

## Биография
Силадо родился в Макасаре, Южный Сулавеси, 12 июля 1945 года. Его отец, Йоханнес Тамбайонг, был евангелистом, а также сочинял музыку. В юном возрасте он переехал в Семаранг, Центральная Ява, и учился там в начальной школе. С юных лет он проявлял интерес к театру, написав свои первые сценические драмы, ещё учась в неполной средней школе. Его раннее образование полностью проходило в католических школах, хотя после средней школы он начал учиться в школах театрального искусства в Суракарте и Джакарте.
К началу 1960-х Силадо стал репортёром ежедневной газеты Tempo, базирующейся в Семаранге, а к 1965 году стал главным редактором этого издания. В 1970-х годах он жил в Бандунге, руководил журналом «Aktuil» и одновременно преподавал в Бандунгской академии кинематографии. Свою первую работу в киноиндустрии он создал в 1973 году, написав музыку для фильма Франса Тотока Арса «Pelarian»; к концу десятилетия он написал музыку ещё к двум фильмам, «Duo Kribo» (1977) и «Ombaknya Laut Mabuknya Cinta» (1978). В 1976 году он женился на Марии Луизе.
К концу 1970-х Силадо был известен своей поэзией, которую он назвал мбелинг: критической, но юмористической и даже дерзкой. По словам литературного критика Сапарди Джоко Дамоно, «многие поэты были вдохновлены идеей мбелинга; она нарушила существовавшие тогда условности поэзии». В свободное время Силадо начал писать романы, опубликовав свой первый роман — «Гали Лобанг Гила Лобанг» — в 1977 году. Силадо переехал в Джакарту в начале 1980-х годов и основал собственную театральную труппу, некоторые актёры для неё были взяты из труппы Виллибрордуса Рендры.
К 1980-м годам музыкальные произведения Силадо были включены в 13 различных альбомов, некоторые песни с вокалом Силадо, другие с другими музыкантами. Его песни зачастую тяготели к фолк-музыке. У него учился музыкант Гарри Роесли. Свою актёрскую карьеру в кино он начал в 1986 году с фильма Эдуарта Сираита «Tinggal Sesaat Lagi». К 1992 году он снялся ещё в пяти фильмах, позже снялся в телесериалах.
В 1999 году Силадо опубликовал роман «Ca Bau Kan» («Куртизанка»), в котором рассказывается об испытаниях и невзгодах китайцев в Индонезии до обретения страной независимости. В 2001 году Ниа Дината адаптировала роман для своего первого художественного фильма. Фильм под названием «Ка-бау-кан» подвергся критике, хотя Дината осталась довольна. В период с 1999 по 2007 год Силадо писал в среднем два романа в год.
Силадо умер 12 декабря 2022 года в возрасте 77 лет после длительной госпитализации в больнице общего профиля Таракан в Джакарте.
Силадо был известен тем, что носил исключительно белое. Известно, что он очень обстоятельно подходил к материалу для своих романов и отправился в Нидерланды, чтобы провести исследования для своего романа 2003 года «Париж ван Ява». Несмотря на этот подход, а также используя пишущие машинки вместо компьютеров (написание черновиков вручную), Силадо обычно завершал свою работу быстро, часто менее чем за три месяца.

## Награды
Силадо получил множество наград и номинаций за свои сценарии, актёрское мастерство и музыку, в том числе премию Хатулистива 2002 года за роман «Kerudung Merah Kirmizi» и три номинации на премию Citra за лучшую мужскую роль второго плана.